# Colin Wilson (striptekenaar)
Colin Wilson (Christchurch, 31 oktober 1949) is een Nieuw-Zeelandse striptekenaar. Hij staat bekend om zijn gedetailleerde scienefiction tekeningen die in het Engelse stripblad 2000 AD verschenen (Rogue Trooper en Judge Dredd). In Frankrijk kende Wilson succes als tekenaar van de serie de jonge jaren van Blueberry.

## Leven
Colin Wilson studeerde beeldende kunst aan de Christchurch University en werkte als fotograaf gespecialiseerd in de autosport voordat hij zich wendde tot de wereld van illustraties. In Nieuw-Zeeland startte hij een eigen stripblad waarin hij veel eigen werk in publiceerde. In 1980 verhuisde hij eerst naar Londen en werkte daar voor 2000 AD waar hij Judge Dredd en Rogue Trooper tekende, waarna hij naar Frankrijk vertrok in 1982. Hier maakte hij de jonge jaren van Blueberry en een reeks getiteld In de schaduw van de zon. Voor de Amerikaanse markt maakte hij Blank Point, geschreven door Ed Brubaker, en diverse afleveringen voor Star Wars, geschreven door  Tom Taylor.
Op 14 oktober 2008 meldde Variety dat zijn grafische roman Bullet to The Head, ook bekend als Headshot, geschreven door Matz en geïllustreerd door Wilson, was overgenomen door Warner Brothers om te worden verfilmd. (uitgebracht in 2012). Wilson maakte ook een lang verhaal over de Italiaanse western-strippersonage Tex Willer, geschreven door Claudio Nizzi en uitgegeven door Sergio Bonelli Editore.
In 1997 verhuisde hij naar Australië en zette daar zijn tekencarrière voort.

## Albums
Verschenen in het Nederlands taalgebied:
- Bullet to the Head
- De Jonge Jaren van Blueberry (deel 4 t/m 9)
  - De outlaws van Missouri , 1985
  - Terreur over Kansas, 1987
  - De helse trein, 1990
  - De genadeloze achtervolging, 1992
  - Drie man voor Atlanta, 1993
  - De prijs van het bloed, 1994
- Headshot
- In de Schaduw van de Zon
  - Raël, 1984
  - Mantell, 1986
  - Alia, 1989
- Tex Willer Classics (deel 1 en 2)
  - De Laatste Rebel, 2014
  - Dodemansrit, 2014
- Thunderhawks
  - De skyrangers, 1992
  - Het spook van de Sierra, 1995
- UUR U
- Waterratten, 2001
- Wonderball
  - De jager, 2016
  - Het spook, 2016
  - De sheriff, 2017
  - De fotograaf, 2017
  - De bijenhouder, 2018
- XIII Mystery (deel 8)
  - Martha Shoebridge, 2015

- Biblioteca Nacional de España: XX991840
- Bibliothèque nationale de France: cb12086386x (data)
- Catàleg d'autoritats de noms i títols de Catalunya: 981058521813106706
- Gemeinsame Normdatei: 137608748
- International Standard Name Identifier: 0000 0001 1453 5469
- Library of Congress Control Number: nb90201385
- Nationale Bibliotheek van Letland: 000028415
- Nationale Bibliotheek van Tsjechië: xx0260758
- Nationale bibliotheek van Australië: 53942919
- Nederlandse Thesaurus van Auteursnamen: 071214739
- Réseau des bibliothèques de Suisse occidentale: 02-A012313182
- Système universitaire de documentation: 029184118
- Virtual International Authority File: 100956185